# 靏渡岡右エ門
靏渡 岡右エ門（つるわたり おかえもん）は、備前国（現在の岡山県）出身で友綱部屋に所属していた寛政年間の元大相撲力士。最高位は大関（第75代に数えられる）。
寛政4年（1793年）春場所（3月）、身長191cm（6尺3寸）の巨体を見込まれて2代友綱の弟子として看板大関として初土俵を踏んだが、宮城野錦之助、関ノ戸八郎治らを倒し、実力もあったことを示した。3場所連続で看板大関を務めた後、次の寛政5年（1794年）冬場所（10月）小結に落ち、その次の寛政6年（1795年）春場所（3月）は前頭筆頭となり、その後は寛政9年春場所（3月）に大坂相撲へと移るまで二段目で相撲を取った。寛政7年（1796年）冬場所(11月)より四股名を十万ノ海に改名している。大坂相撲に移ってからは四股名を靏渡に戻して上取に出ている。
寛政6年（1795年）の上覧相撲では、西大関の谷風梶之助 (2代)に対して東大関を務めた。

## 主な成績（江戸）
- 幕内成績：14勝12敗16休
- 幕内在位：5場所
- 三役在位：4場所（大関3場所、小結1場所）

### 場所別成績
| 1792年 | 東大関 7–1–2    | 東大関 2–0–1        |
| 1793年 | 東大関 3–0–6    | 西小結 0–3–7        |
| 1794年 | 西前頭筆頭 2–8  | 西幕下9枚目 0–7 2分 |
| 1795年 | 西幕下9枚目 0–3 | 西幕下5枚目 1–7 2預 |
| 1796年 | 西幕下4枚目 0–6 | 西幕下11枚目 –      |
| 1797年 | (脱退)          | x                   |
| 各欄の数字は、「勝ち-負け-休場」を示す。 優勝 引退 休場 十両 幕下 三賞：敢=敢闘賞、殊=殊勲賞、技=技能賞 その他：★=金星 番付階級：幕内 - 十両 - 幕下 - 三段目 - 序二段 - 序ノ口 幕内序列：横綱 - 大関 - 関脇 - 小結 - 前頭（「#数字」は各位内の序列） |                 |                     |

- この成績表でテンプレートの仕様上「幕下」となっている部分は、番付表の上から二段目であるため、「二段目」と呼ぶ方が正確である。当時は段ごとに力士の地位を待遇差で区別する発想がまだ確立しておらず、二段目以下でも番付表で「前頭」（「同」表記でない）と書かれている部分までは「幕内格」と見るべきだという説がある。

## 改名歴
- 靏渡岡右エ門
- 十万ノ海岡右エ門（寛政7年冬場所〜）